# Мохамед Тресор Абдуллах
Тресор Кангамбу (нар. 8 квітня 1987), також відомий як Мохамед Тресор Абдуллах — катарський футболіст, який грає на позиції правого вінгера. Він прийняв іслам 17 грудня 2014 року та ім'я Мохаммед Абдулла.
Він народився та виріс у Демократичній Республіці Конго, але на початку своєї кар'єри переїхав до Катару та став натуралізованим громадянином. Його викликали до національної збірної Катару незабаром після того як головний тренер Джамель Бельмаді оголосив про його присутність у складі команди на Кубок Азії 2015 року.

## Кар'єра
Абдулла розпочав свою ігрову кар'єру в «Аль-Маркії» в 2009 році, але через рік перебрався в «Лехвію». З клубом він виграв Лігу зірок Катару 2010–11. Невдовзі після цього він перейшов до «Аль-Вакри». Він дебютував 16 вересня проти свого колишнього клубу в програшному матчі з рахунком 1:0.